# Trebnitz (Gera)
Trebnitz bildet zusammen mit Laasen den 5,79 km² großen Ortsteil Trebnitz der Stadt Gera in Thüringen mit insgesamt 424 Einwohnern (Stand 31. Dezember 2011).

## Geographie

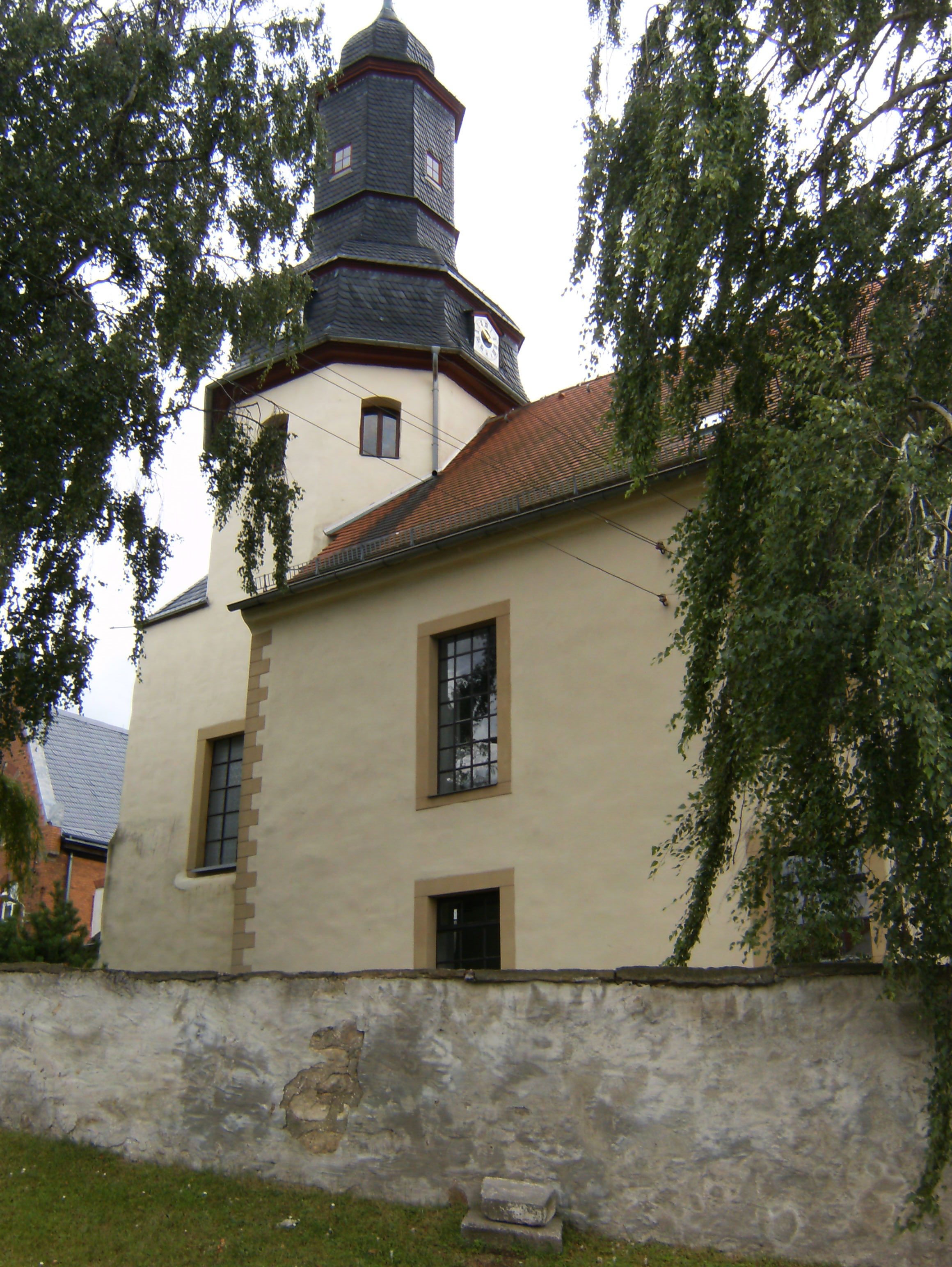
Kirche in Trebnitz.

Trebnitz liegt im Osten der Stadt Gera an der Grenze zu Korbußen, Schwaara und Brahmenau in der Verwaltungsgemeinschaft Am Brahmetal (Landkreis Greiz) direkt an der Bundesautobahn 4.

## Geologie
In der Flur Trebnitz befinden sich Kupfer- und Silbervorkommen; sie gelten jedoch seit dem Mittelalter als in verwertbarer Form ausgebeutet.

## Geschichte
Erstmals urkundlich erwähnt wurde das wohl schon in slawischer Besiedlungszeit entstandene Trebnitz am 17. Februar 1376. Mit Ausnahme der Jahre 1514 bis 1574 war Trebnitz immer im Besitz der Vögte von Gera und diesen fronpflichtig. Ab 1550 beginnt unter Heinrich V. Reuß der Kupfer- und Silbererzabbau in der Flur Trebnitz, eingestellt wird er jedoch schon 1603: Die Lagen sind ausgebeutet. Der Ort ist zu dieser Zeit Filialkirche der reußisch-evangelische Parochie Schwaara.
1827 zählte der Ort 28 Häuser und 160 Einwohner, 1870 bestand der Ort aus 38 Wohnhäusern, 30 Scheunen, Kirche, Schule, Armenhaus, Hirtenhaus und Spritzenhaus.
Trebnitz war über viele Jahrhunderte auch Schulort für Laasen und Schwaara. 1590 wird erstmals die Existenz einer Schule in Trebnitz erwähnt, ein erstes neues Schulhaus wurde im Jahr 1607 gebaut, ein weiterer Neubau erfolgte im Jahr 1902. 1970 wurde diese Schule geschlossen, die Beschulung erfolgte danach in Brahmenau.
Einen empfindlichen Einschnitt erhielt die Flur Trebnitz 1937/38 mit dem Bau der Reichsautobahn (heute Bundesautobahn 4).
Nach 1945 wurde im Zuge der Kollektivierung der Landwirtschaft eine LPG Typ 3 gegründet, auch mussten 1956 12 ha Ackerland an die in Gera stationierten Sowjetischen Streitkräfte abgetreten werden.
Ein nach der Wende ausgewiesenes Gewerbegebiet ist seit 1992 Standort eines großen Einzelhandelsmarktes, seit 1995 auch eines Großhandelsmarktes.
Im Rahmen der Gebietsreform in Thüringen wurde Trebnitz Anfang der 1990er Jahre in die Stadt Gera eingemeindet – gegen den Willen der Einwohner, die im Landkreis verbleiben wollten; eine Verfassungsbeschwerde wurde 1997 endgültig abschlägig beschieden.

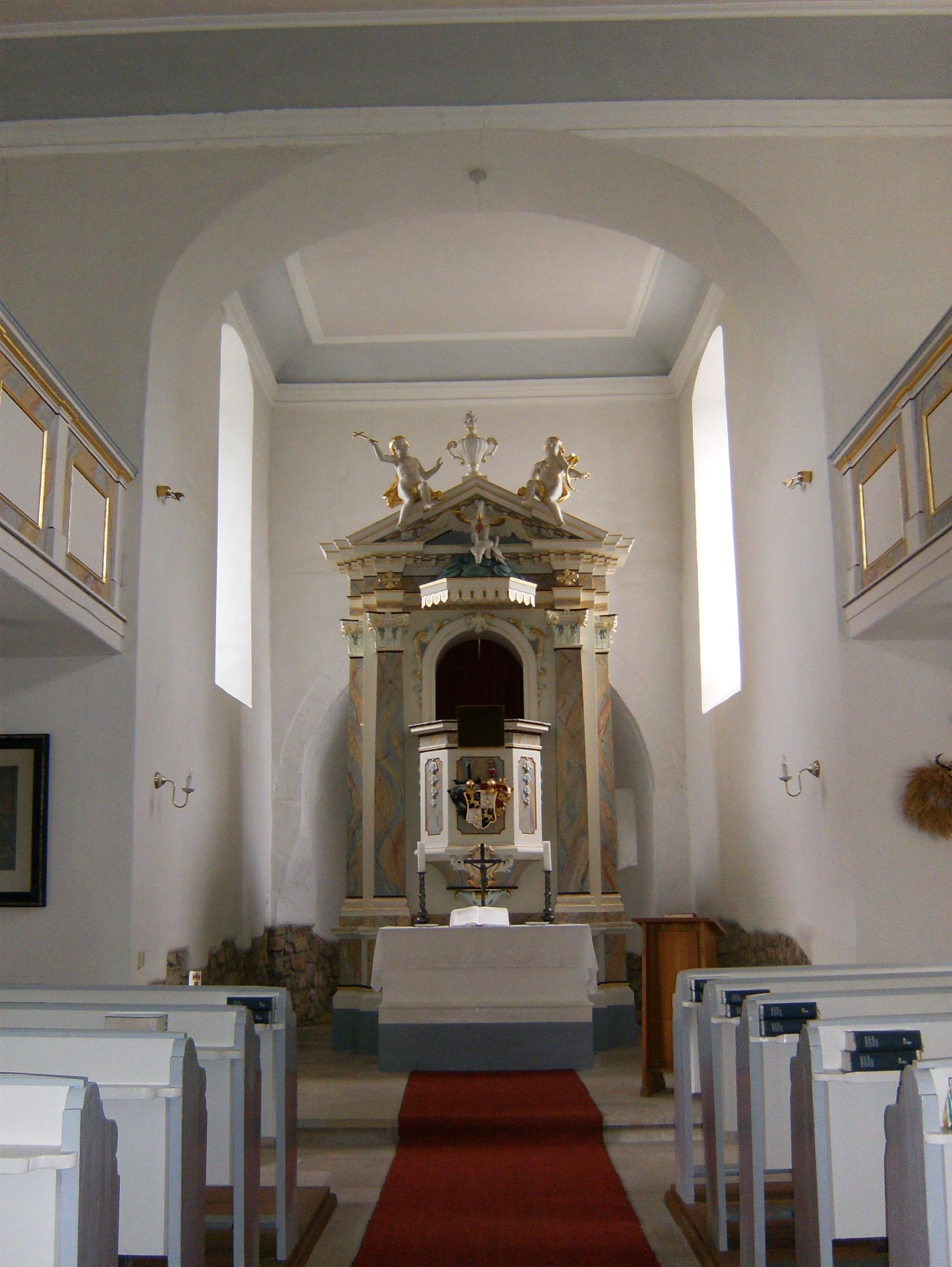
Innenansicht der Kirche mit barockem Kanzelaltar.

## Sehenswürdigkeiten
Die St.-Nikolaus-Kirche aus dem 15. Jahrhundert ist ab dem Jahr 1744 in barockem Stil umfangreich erweitert und ausgebaut worden. Eine erste kleinere Orgel von 1718 wurde 1889 durch ein größeres Instrument (Orgelbaumeister Zillgit) ersetzt. Seit 1810 ist der Turm mit einem Schweifkuppelhelm bekrönt. In der Kirche gibt es einen überaus sehenswerten, kunsthistorisch wertvollen Kanzelaltar, die Glocken stammen aus dem 14. und 15. Jahrhundert. Nach umfangreichen Sanierungsarbeiten ab 1993 wurde sie im September 1993 neu geweiht.

## Politik
Trebnitz und Laasen bilden seit 1994 den Ortsteil Trebnitz der Stadt Gera mit eigener Ortschaftsverfassung und Ortsteilrat (bis II/2009 Ortschaftsrat). Ortsteilbürgermeister ist Knut Prager.

## Entwicklung der Einwohnerzahl
| Jahr      | 1827 | 1864 | 1939 | 2009 |
| Einwohner | 160  | 220  | 299  | 295  |

## Verkehr
- Unmittelbar am nördlichen Ortseingang befindet sich die Anschlussstelle Gera-Ost der Bundesautobahn 4 als Schnittstelle zur Süd-Ost-Tangente Gera.
- ÖPNV-Anbindung besteht mit der GVB-Linie 26 und der RVG-Linie 208.
- Nächstgelegener Bahnhof ist der Hauptbahnhof Gera. Von 1901 bis 1969 besaß Trebnitz einen Bahnhof an der Strecke der Gera-Meuselwitz-Wuitzer Eisenbahn.
- Bis zum Flugplatz Gera-Leumnitz sind es 2 km.

## Kultur
Seit 1958 besteht der Dorfklub Trebnitz, ein Mehrzweckgebäude konnte 1977 eingeweiht werden. Seit 1986 existiert auch ein Jugendtreff, aus dem im April 2000 der Jugendclub Trebnitz e. V. hervorging. Weiterhin bestehen u. a. ein Posaunenchor, eine Landfrauenvereinigung, eine Ortsgruppe der Volkssolidarität. Fasching, Maibaumsetzen und Sommerfest sind feste Bestandteile des Jahres im Ort.

## Sport
Im Ort gibt es einen Kegelverein und eine Gymnastikgruppe.

## Bildung
Zuständige Grundschule ist die
- Tabaluga-Grundschule Bieblach-Ost.

Nächstgelegene Regelschule ist die
- Staatliche Regelschule 12 in Bieblach-Ost.

## Persönlichkeiten
- Johann Gottlieb Eichler (1808–1889), deutscher Gutsbesitzer und Politiker und Bürgermeister von Trebnitz